# دين دورسي
دين دورسي هو لاعب كرة قدم أمريكية ولاعب كرة قدم كندية كندي، ولد في 13 مارس 1957 في تورونتو في كندا.

## وصلات خارجية
- دين دورسي على موقع مرجع كرة القدم المحترفة.كوم (الإنجليزية)